# Meisam Mostafa-Jokar
Meisam Mostafa-Jokar (en persa: میثم مصطفی جوکار‎; Provincia de Hamadán, 29 de enero de 1985) es un luchador iraní de lucha libre. Participó en los Juegos Olímpicos de Pekín 2008 en la categoría de 74 kg, consiguiendo un 19.º puesto. Ganó el oro en los Juegos Asiáticos de 2014. Conquistó tres medallas en campeonato asiático, de oro en 2014. Tres veces representó a su país en la Copa del Mundo. En el 2014 y 2015 consiguió el resultado más importante, clasificándose en la primera posición. Primero en el Campeonato Mundial Universitario de 2012.
Su hermano Masoud Mostafa-Jokar compitió en el torneo de lucha en los Juegos Olímpicos de Atenas 2004, donde consiguió una medalla de plata.